# Jadegebiet

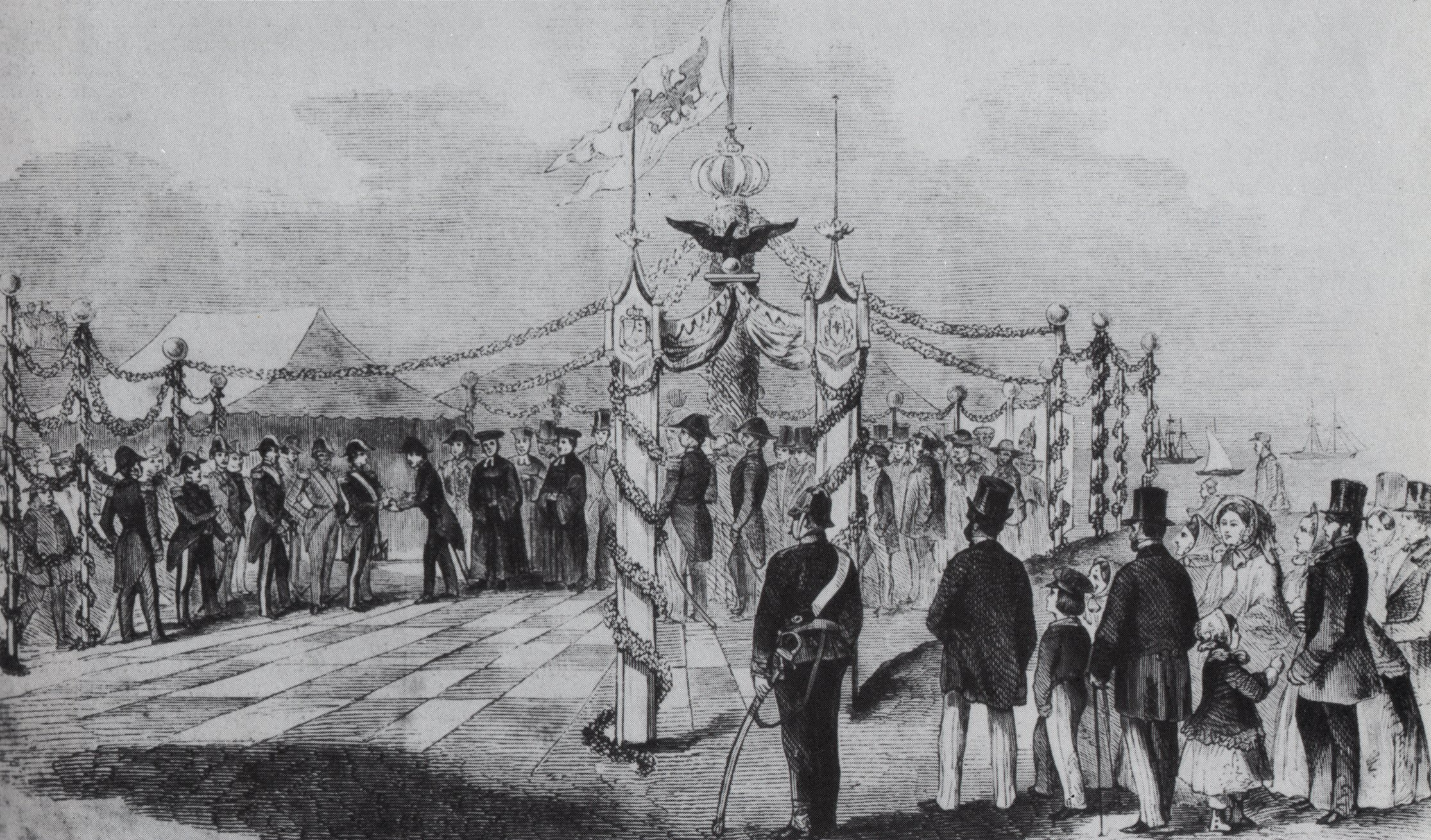
Feierliche Übernahme des Jadegebiets durch den Prinzen Adalbert von Preußen

Das Jadegebiet (damals auch Jade-Gebiet) war ein Gebiet im Königreich Preußen mit Immediatstellung von 1853/1854 bis 1873. Am 1. April 1937 wurde dieses Gebiet nach Oldenburg, zu dem es vorher gehört hatte, umgegliedert.

## Geschichte
Am 20. Juli 1853 schloss Preußen mit dem Großherzog Nikolaus Friedrich Peter von Oldenburg einen Vertrag, mit dem die Übernahme des Schutzes für die Seeschiffe des Großherzogtums Oldenburg durch Preußen geregelt werden sollte. Gleichzeitig hatte das Großherzogtum Oldenburg zwei Gebietsteile am Jadebusen mit insgesamt 313 Hektar, davon etwa 94 Hektar festes Land, an Preußen abzutreten:
- Gebietsteil der Gemeinde Heppens im Amt Jever westlich des Jadebusens mit 137 Einwohnern (1853)
- Wohnplatz Eckwarderhörne im Amt Burhave (ab 1858 Amt Stollhamm) östlich des Jadebusens ohne Einwohner (1853)

Preußen benötigte dieses Gebiet zur Anlegung eines Kriegshafens. Die Verwaltung des Jadegebiets wurde 1854 auf die preußische Admiralität übertragen. Am 5. November 1854 wurde eine provisorische Verwaltung eingerichtet. Zur zuständigen Oberbehörde wurde das Königlich Preußische Admiralitäts-Kommissariat in Oldenburg bestimmt. Dieses richtete je ein Amt westlich und östlich des Jadebusens ein. Es wurde jeweils ein Vogt ernannt. Es handelte sich bei diesen in preußischen Diensten stehenden Vögten um diejenigen oldenburgischen Amtmänner, in deren Verwaltungsbereich die an Preußen abgetretenen Gebiete gelegen hatten. Am 14. Mai 1855 folgte die Einführung der preußischen Gesetze.
Am 16. Februar 1864 wurde ein weiterer Vertrag zwischen Oldenburg und Preußen geschlossen. Diesmal sollten 112 Hektar von Oldenburg an Preußen abgetreten werden. Preußen benötigte dieses Gebiet zur Anlegung von Exerzierplätzen und zum Ausbau der Festung. Am 17. Juni 1869 wurde der erste preußische Nordseekriegshafen eingeweiht. Er erhielt den Namen Wilhelmshaven.
Nach der Gründung des Deutschen Reiches wurden am 23. März 1873 109 Hektar von Oldenburg nach Preußen umgegliedert. Somit wurde der Vertrag von 1864 schließlich knapp zehn Jahre später erfüllt. Gleichzeitig wurde beschlossen, die Sonderstellung des Jadegebietes aufzugeben. Schon wenige Tage später, am 1. April 1873, wurde es als Exklave dem Amt Wittmund im Steuerkreis Aurich zugewiesen. Der 1885 neu gebildete Kreis Wittmund setzte bis 1919 einen landrätlichen Hilfsbeamten in Wilhelmshaven ein.
Die Gemeinden Heppens, Neuende und Bant wurden 1911 zur Stadt Rüstringen vereinigt. Diese wurde am 1. April 1937 in die Stadt Wilhelmshaven, die gleichzeitig von Preußen nach Oldenburg umgegliedert wurde, eingemeindet. Die Siedlung Eckwarderhörne wurde zum gleichen Zeitpunkt in die damalige Gemeinde Butjadingen im oldenburgischen Amt Wesermarsch umgegliedert.

## Entwicklung der Stadt Wilhelmshaven
In der folgenden Tabelle wird die Entwicklung der Stadt Wilhelmshaven dargestellt. Die Abtretung des zu Wilhelmshaven gehörenden kleinen Wohnplatzes Eckwarderhörn an die Gemeinde Burhave am 1. April 1937 wird in der Tabelle nicht aufgeführt.
| Tabellarische Darstellung der Entwicklung Wilhelmshavens |                                                |                                                |                                                |                                                |                             |
| Jahr                                                     | Wilhelmshaven                                  | Heppens                                        | Neuende                                        | Bant                                           | Sengwarden                  |
| 1869                                                     | Namensgebung von Wilhelmshaven                 | Heppens                                        | Neuende1                                       | –                                              | Sengwarden                  |
| 1873                                                     | Wilhelmshaven wird Stadt                       | Heppens                                        | Neuende1                                       | –                                              | Sengwarden                  |
| 1879                                                     | Wilhelmshaven                                  | Heppens                                        | Neuende1                                       | Gründung von Bant                              | Sengwarden                  |
| 1911                                                     | Wilhelmshaven                                  | Zusammenschluss zur Stadt Rüstringen           | Zusammenschluss zur Stadt Rüstringen           | Zusammenschluss zur Stadt Rüstringen           | Sengwarden                  |
| 1937                                                     | Vereinigung zur neuen Stadt Wilhelmshaven      | Vereinigung zur neuen Stadt Wilhelmshaven      | Vereinigung zur neuen Stadt Wilhelmshaven      | Vereinigung zur neuen Stadt Wilhelmshaven      | Sengwarden                  |
| 1938                                                     | Teile der Gemeinde Kniphausen zu Wilhelmshaven | Teile der Gemeinde Kniphausen zu Wilhelmshaven | Teile der Gemeinde Kniphausen zu Wilhelmshaven | Teile der Gemeinde Kniphausen zu Wilhelmshaven | Sengwarden                  |
| 1948                                                     | Wilhelmshaven                                  | Wilhelmshaven                                  | Wilhelmshaven                                  | Wilhelmshaven                                  | Fedderwarden zu Sengwarden  |
| 1972                                                     | Sengwarden zu Wilhelmshaven                    | Sengwarden zu Wilhelmshaven                    | Sengwarden zu Wilhelmshaven                    | Sengwarden zu Wilhelmshaven                    | Sengwarden zu Wilhelmshaven |

1 Gemeinde Neuende mit dem Ort Rüstersiel

## Zuordnung bei Wahlen
Das Jadegebiet wurde bei Wahlen zum Preußischen Abgeordnetenhaus dem Wahlkreis Minden-Lübbecke-Jadegebiet zugeordnet.
Für die für 1870 geplante Reichstagswahl wurde das Jadegebiet nach dem Reglement zur Ausführung des Wahlgesetzes für den Reichstag des Norddeutschen Bundes zusammen mit den Kreisen Lübbecke und Minden dem Wahlkreis 1 des Regierungsbezirks Minden in der Provinz Westfalen zugerechnet.

## Belege
1. ↑  Art. II § 7 (2) des Gesetzes über Groß-Hamburg und andere Gebietsbereinigungen vom 26. Januar 1937. Im Reichsgesetzblatt, Teil I Nr. 11 vom 27. Januar 1937, S. 91 ff., Digitalisat.
2. ↑  territorial.de: Verwaltungsgeschichte Amt Wesermarsch
3. ↑  Bernd Haunfelder: Biografisches Handbuch für das preußische Abgeordnetenhaus 1849 bis 1867, 1994, ISBN 3770051815, S. 281 f.
4. ↑  Reglement zur Ausführung des Wahlgesetzes für den Reichstag des Norddeutschen Bundes, Anlage C Verzeichniß der Wahlkreise